# Pfarr- und Wallfahrtskirche Maria Gugging

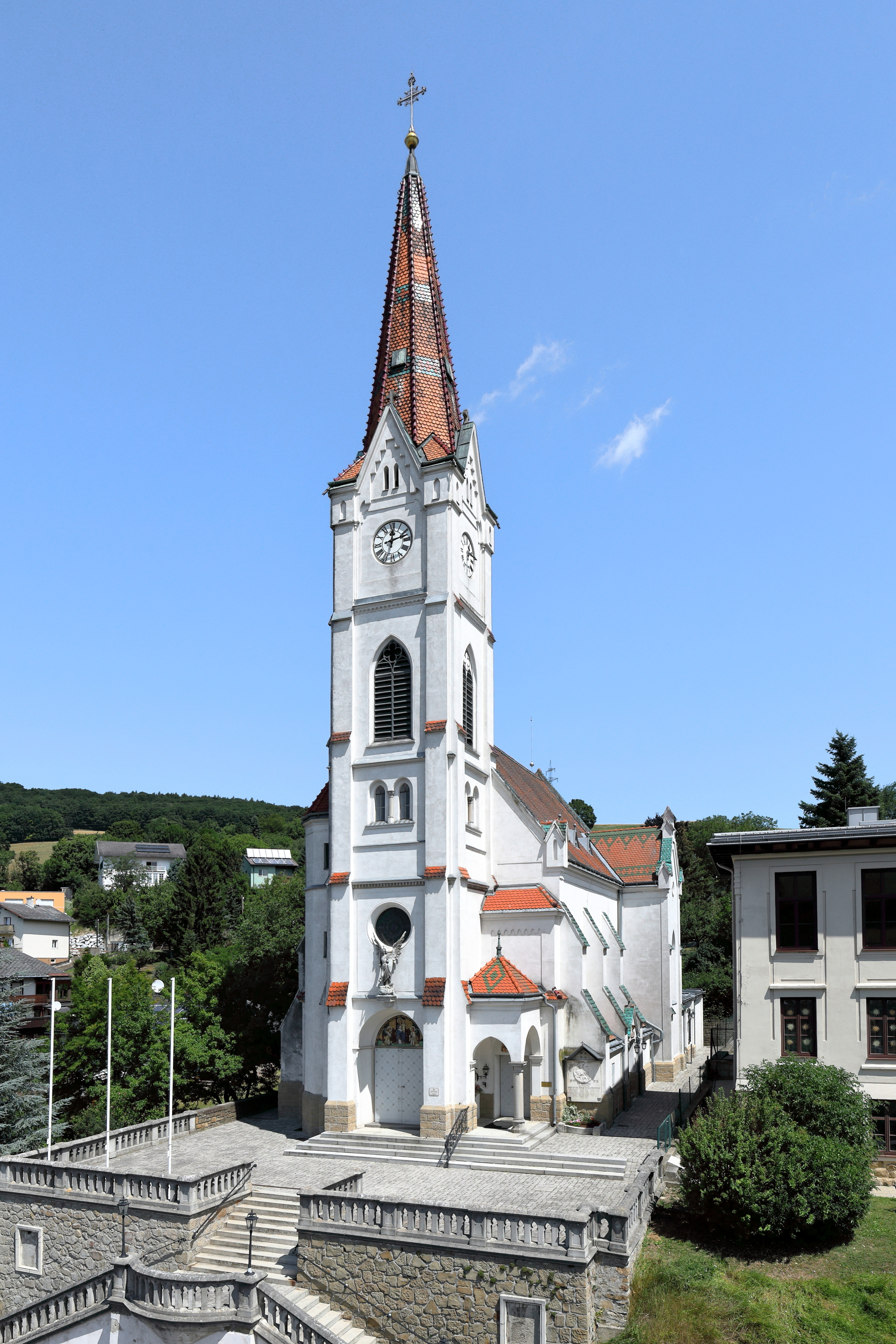
Die Pfarr- und Wallfahrtskirche Maria Gugging mit der markanten Böschmauer und mehrläufigen Treppe

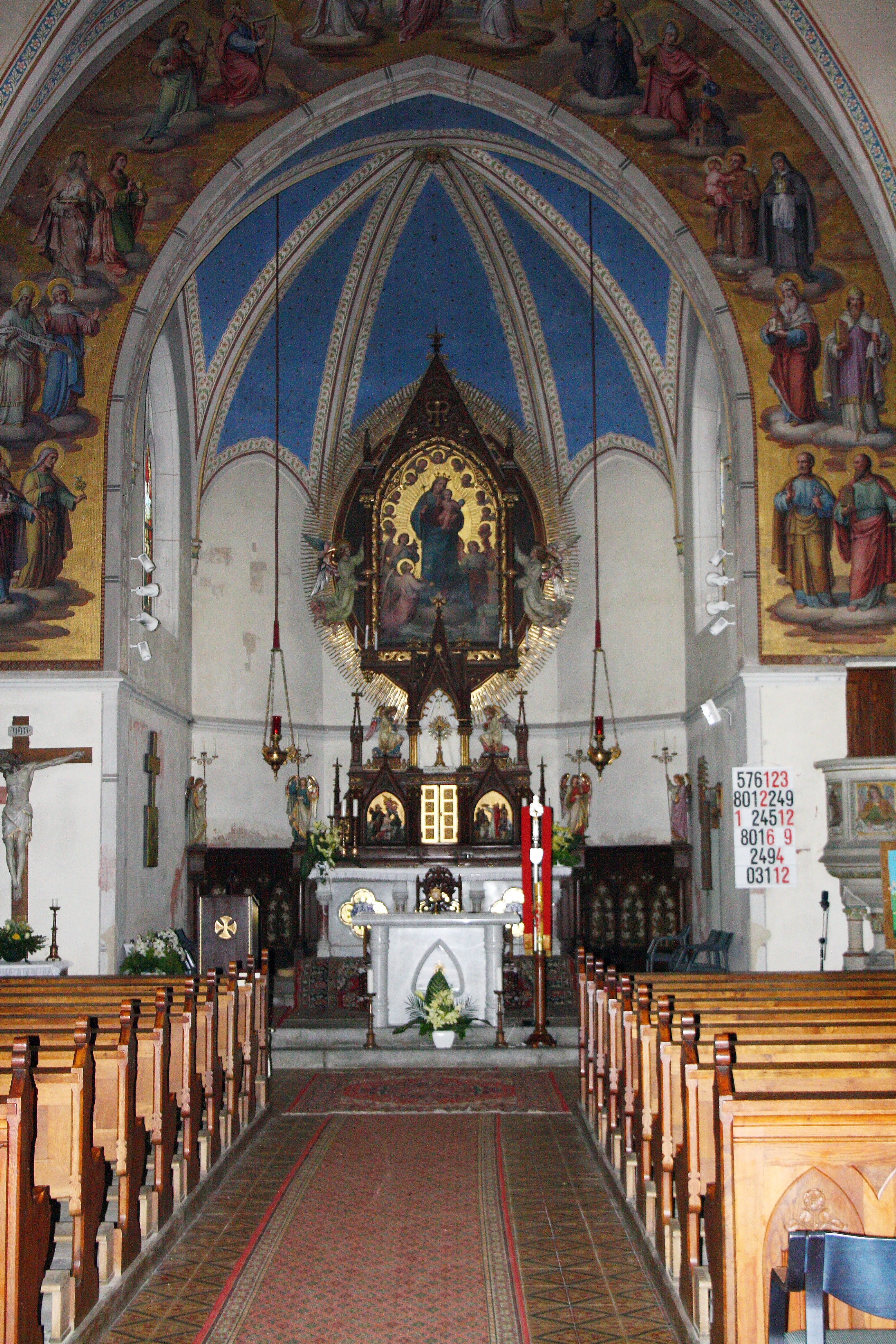
Innenansicht Richtung Altar

Die römisch-katholische Pfarr- und Wallfahrtskirche Maria Gugging, auch Österreichische Portiunkulakirche und Kaiser-Jubiläumskirche bezeichnet, befindet sich im Wallfahrtsort Maria Gugging, einer Ortschaft und Katastralgemeinde der niederösterreichischen Stadtgemeinde Klosterneuburg. Sie gehört zum Dekanat Klosterneuburg der Erzdiözese Wien und ist Maria, der Königin der Engel gewidmet.

## Pfarrgeschichte
Die Ortschaft wird im Stiftungsbrief vom 9. September 1083 des Bischofs Altmann von Passau an das Stift Göttweig erwähnt. Bis zu den Josephinischen Reformen 1783 gehörte Gugging zur Pfarre St. Andrä vor dem Hagental und anschließend bis zur eigenen Pfarrerrichtung 1939 zur Pfarre Kierling.

## Baugeschichte
Die Kirche wurde nach einer Initiative von Franz Völker (1868–1948) errichtet. Zu diesem Zwecke wurde am 29. September 1907 ein „Kaiserjubiläums-Kirchenbauverein“ gegründet und im darauffolgenden Jahr, dem 60-jährigen Regierungsjubiläum Kaiser Franz Josephs, erfolgte die Baugrundsegnung. Die feierliche Einweihung fand am 6. September 1913 statt. Als Patronatsfest (Patrozinium) wurde Maria von den Engeln am 2. August gewählt, welches auch das der Portiunculakapelle in Assisi war. Die Namensgebung als „Österreichische Portiunkulakirche“ geht auf Franz Völker zurück, der von einem Besuch in Assisi so beeindruckt war, dass er dem Kirchenneubau diesen Namen gab.

## Beschreibung

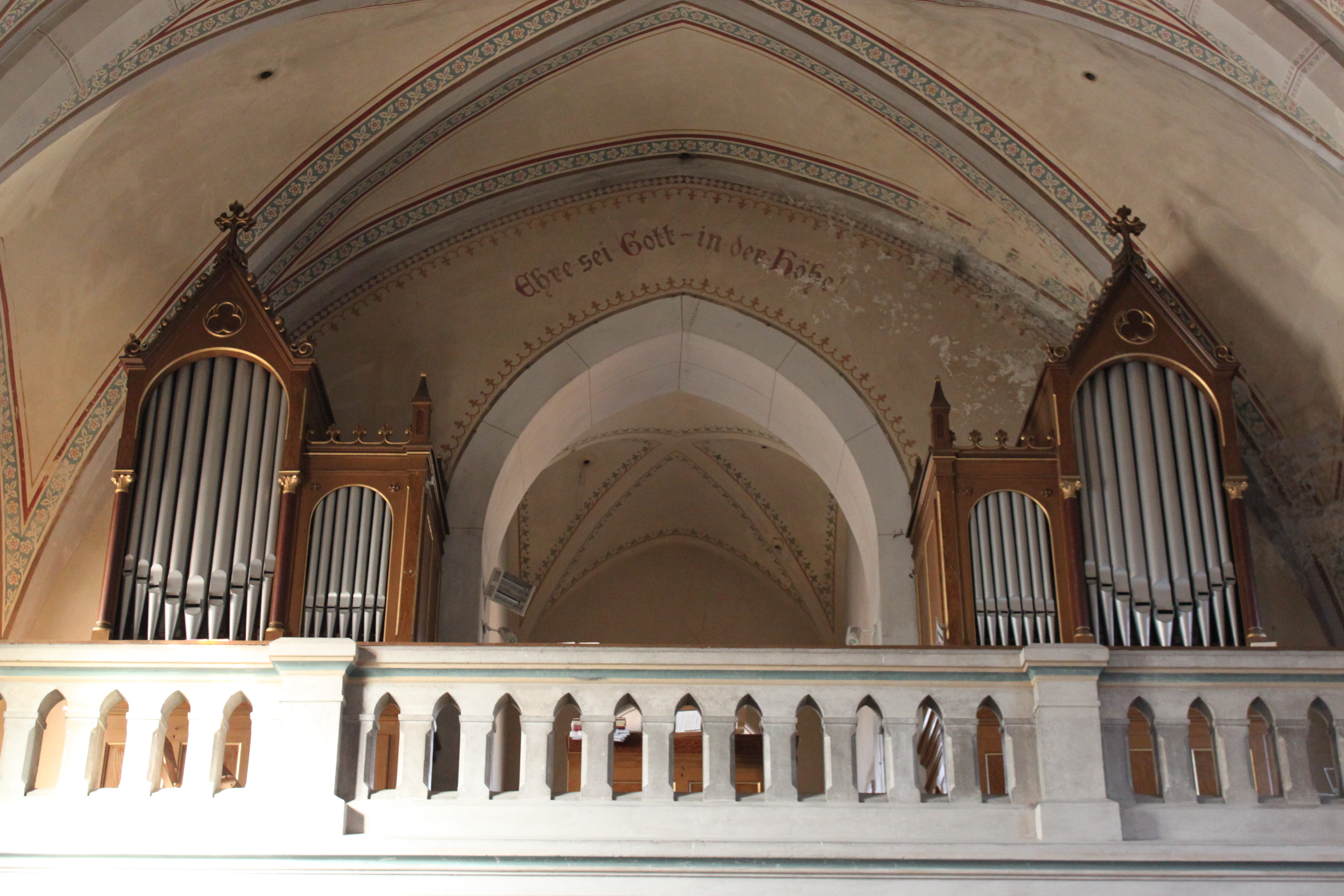
Die Orgel der Pfarrkirche Maria Gugging

Die Kirche im neugotisch-nazarenischen Stil mit einem mächtigen vorgestellten Südwestturm befindet sich erhöht über einer Böschmauer im Ortszentrum und wurde nach Plänen von Karl Haas gebaut. Das Langhaus ist dreijochig. Nordöstlich des Chors erfolgte 2001 ein Sakristeianbau.
Die Wand- und Deckenmalerei wurden von Josef Kastner ausgeführt, die Glasmalerei stammt aus der Kunstanstalt W. Rona. Die 1913 aus der Pfarrkirche St. Antonius von Padua im 15. Wiener Gemeindebezirk nach Maria Gugging transferierte Orgel wurde vom Orgelbauer Johann M. Kauffmann angefertigt. Sie hat neun Register auf einem Manual und Pedal.